# Museo Nacional Afroperuano
El Museo Nacional Afroperuano es un museo dedicada a la adquisición, conservación y exposición de los objetos relacionados con la historia de los afrodescendientes en el Perú. Su sede se encuentra en la Casa de las Trece Monedas ubicada en el jirón Ancash del centro histórico de la ciudad de Lima. Fue creado por la Mesa de Trabajo Afroperuana del Congreso de la República e inaugurado el 4 de junio de 2009.
El museo cuenta con nueve salas de exposición permanente, los temas principales son los inicios del comercio de esclavos africanos en Latinoamérica, así como también la trata de esclavos en el Perú. En el museo se exhiben reliquias de la época colonial hasta el inicio de la República.
El Museo expone objetos importantes que datan de la época virreinal, como grilletes, grillos y cepos; así como diferentes documentos de la época republicana, como decretos libertarios y cartas de libertad.